# لايتون بيرس
لايتون بيرس (بالإنجليزية: Leighton Pierce)‏ هو مصور ومصور سينمائي ومخرج أمريكي، ولد في 27 أكتوبر 1954 في روتشستر في الولايات المتحدة.

## وصلات خارجية
- لايتون بيرس على موقع IMDb (الإنجليزية)
- لايتون بيرس على موقع قاعدة بيانات الفيلم (الإنجليزية)